# Calyptrotheca taitensis
Calyptrotheca taitensis är en tvåhjärtbladig växtart som först beskrevs av Ferdinand Albin Pax och Wilhelm Vatke, och fick sitt nu gällande namn av John Patrick Micklethwait Brenan. Calyptrotheca taitensis ingår i släktet Calyptrotheca och familjen Didiereaceae. Inga underarter finns listade i Catalogue of Life.